# Rien que la vérité (film, 1941)
Pour les articles homonymes, voir Rien que la vérité et Nothing But the Truth.
Rien que la vérité (titre original : Nothing But the Truth) est un film américain réalisé par Elliott Nugent et sorti en 1941. Il réunit pour la troisième fois en trois ans Bob Hope et Paulette Goddard.

## Synopsis
Steve Bennett est un agent de change à Miami qui vient d'accepter un poste chez un homme du nom de T.T Ralston. Il est persuadé par la belle nièce de Ralston, Gwen Saunders, d'investir une somme de 10 000 $ dont elle a besoin du double en 24 heures. Ralston a promis à Gwen que si elle lève 20 000 $, il le doublera mais a travaillé derrière son dos pour l'empêcher de lever les fonds initiaux. Lorsque Steve s'oppose à la pratique de Ralston de pousser les mauvaises actions sur ses clients, il prétend qu'il pourrait s'en sortir aussi bien en disant la vérité qu'en mentant. Ralston et son partenaire Dick Donnelly, ainsi que le client Tom van Dusen (le petit ami de Gwen), ont parié avec Steve qu'il ne peut pas être complètement honnête pendant vingt-quatre heures d'affilée. Steve parie les 10 000 $ qu'il a reçus de Gwen. L'une des conditions est que personne ne peut révéler le pari à un étranger et qu'il ne peut pas être annulé.
Steve est méticuleusement surveillé par les trois hommes pendant les vingt-quatre heures suivantes. Ils reçoivent des invités et des clients sur le yacht de Ralston pendant une grande partie de ce temps, et lorsque Steve est honnête avec tous ceux qu'il rencontre, il parvient à en insulter plusieurs. En fin de soirée, une danseuse exotique nommée Linda Graham entre dans le yacht, à la recherche de Dick, qui lui a promis son soutien pour son spectacle. Linda rencontre et parle à Steve, lui racontant le spectacle. Mme Ralston et une autre femme distinguée surprennent la conversation et croient à tort que Linda est la femme de Steve. Pendant la nuit, les partenaires volent les vêtements de Steve pour l'empêcher de quitter le navire, mais il emprunte une robe à Linda. Déguisé, Steve se faufile dans la chambre de Gwen à son invitation. Il lui dit qu'il n'est pas marié à Linda et qu'il est amoureux d'elle.
Le lendemain, Steve reçoit de la chaleur de toutes parts. Gwen découvre qu'il a été dans la chambre de Linda pendant la nuit, les dames le voient comme indécent, et Tom parce qu'il est amoureux de Gwen et jaloux. En plus de cela, Linda dit à tout le monde qu'elle est effectivement mariée à Steve et qu'ils ont un enfant ensemble, étant de mèche avec Dick pour rendre les choses plus difficiles pour Steve. Près de la fin des vingt-quatre heures, un homme du nom de M. Bishop entre dans le navire. Il est à la tête de l'organisation caritative à laquelle Gwen avait l'intention de donner les 40 000 $. M. Bishop demande à voir l'argent et Gwen, qui a appris l'existence du pari, essaie de garder l'homme occupé, en gagnant du temps supplémentaire pour aider Steve à gagner le pari.
Les horloges du bateau ont été avancées par les partenaires, et quand ils sonnent quatre heures, Steve est capable de mentir à M. Bishop à propos de l'argent. Les partenaires célèbrent depuis qu'ils ont gagné le pari, mais il s'avère que le valet de Steve avait réinitialisé les horloges lorsqu'il a remarqué qu'ils se trompaient. Ainsi, Steve remporte le pari et a finalement réussi à doubler l'argent de Gwen. Il dit à tout le monde sur le yacht qu'il avait fait le pari qu'il mentirait depuis vingt-quatre heures, et son honneur est restauré. Gwen prend goût à lui et lui accorde un baiser.

## Fiche technique
- Titre original : Nothing But the Truth
- Titre français : Rien que la vérité
- Réalisation : Elliott Nugent, assisté d'Hal Walker (non crédité)
- Scénario : Ken Englund, Don Hartman, d'après la pièce homonyme de James Montgomery adaptée du roman de Frederic S. Isham
- Photographie : Charles Lang
- Montage : Alma Macrorie
- Costumes : Edith Head
- Production : Arthur Hornblow Jr.
- Pays de production :  États-Unis
- Genre : Comédie
- Durée : 90 minutes
- Dates de sortie : 
  - États-Unis : 10 octobre 1941
  - France : 8 février 1946 (Province uniquement)

## Distribution
- Bob Hope : Steve Bennett
- Paulette Goddard : Gwen Saunders
- Edward Arnold : T.T. Ralston
- Leif Erickson : Tommy Van Dusen
- Helen Vinson : Linda Graham
- Willie Best : Samuel
- Glenn Anders : Dick Donnelly
- Grant Mitchell : M. Bishop
- Catherine Doucet : Mme Van Dusen
- Rose Hobart : Mme Harriet Donnelly
- Clarence Kolb : M. Van Dusen
- Mary Forbes : Mme Ralston
- Leon Belasco : Dr Zarak
- Helene Millard : Mlle Hilda Turner
- Catherine Craig (non créditée) : Betty, la réceptionniste